# 27 Pułk Czołgów

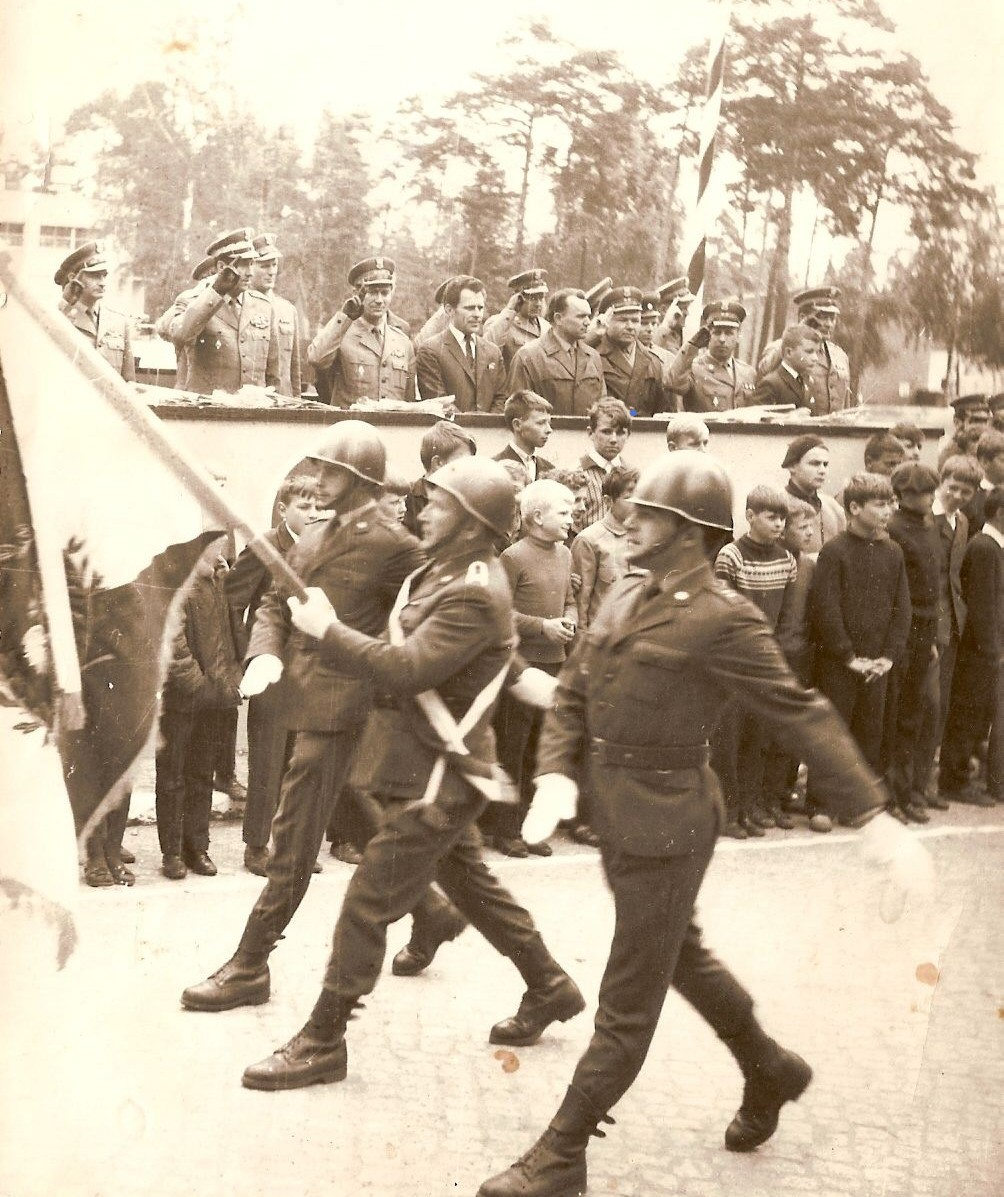
Poczet sztandarowy w latach 60. XX w.

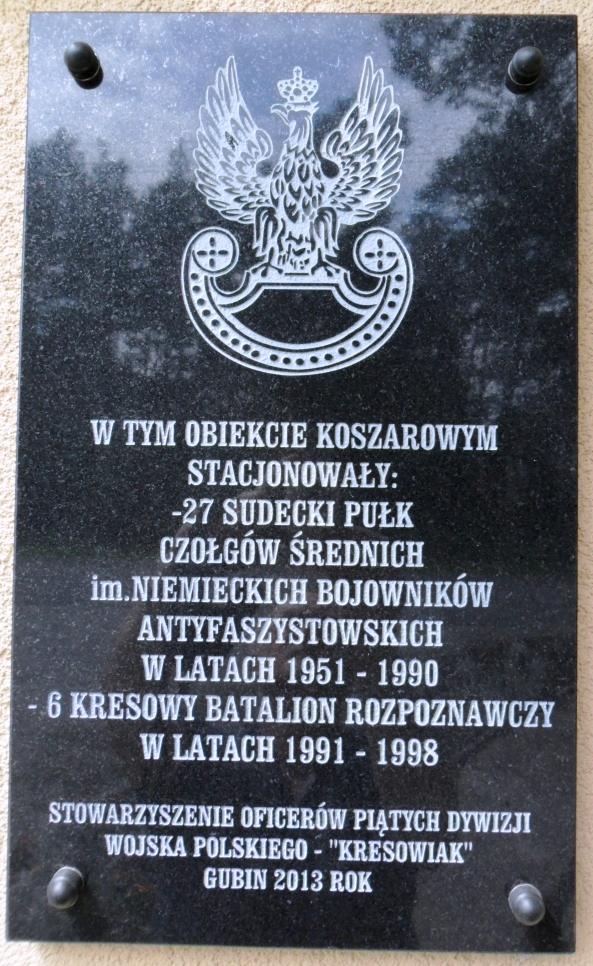
Tablica upamiętniająca stacjonowanie pułku w Gubinie

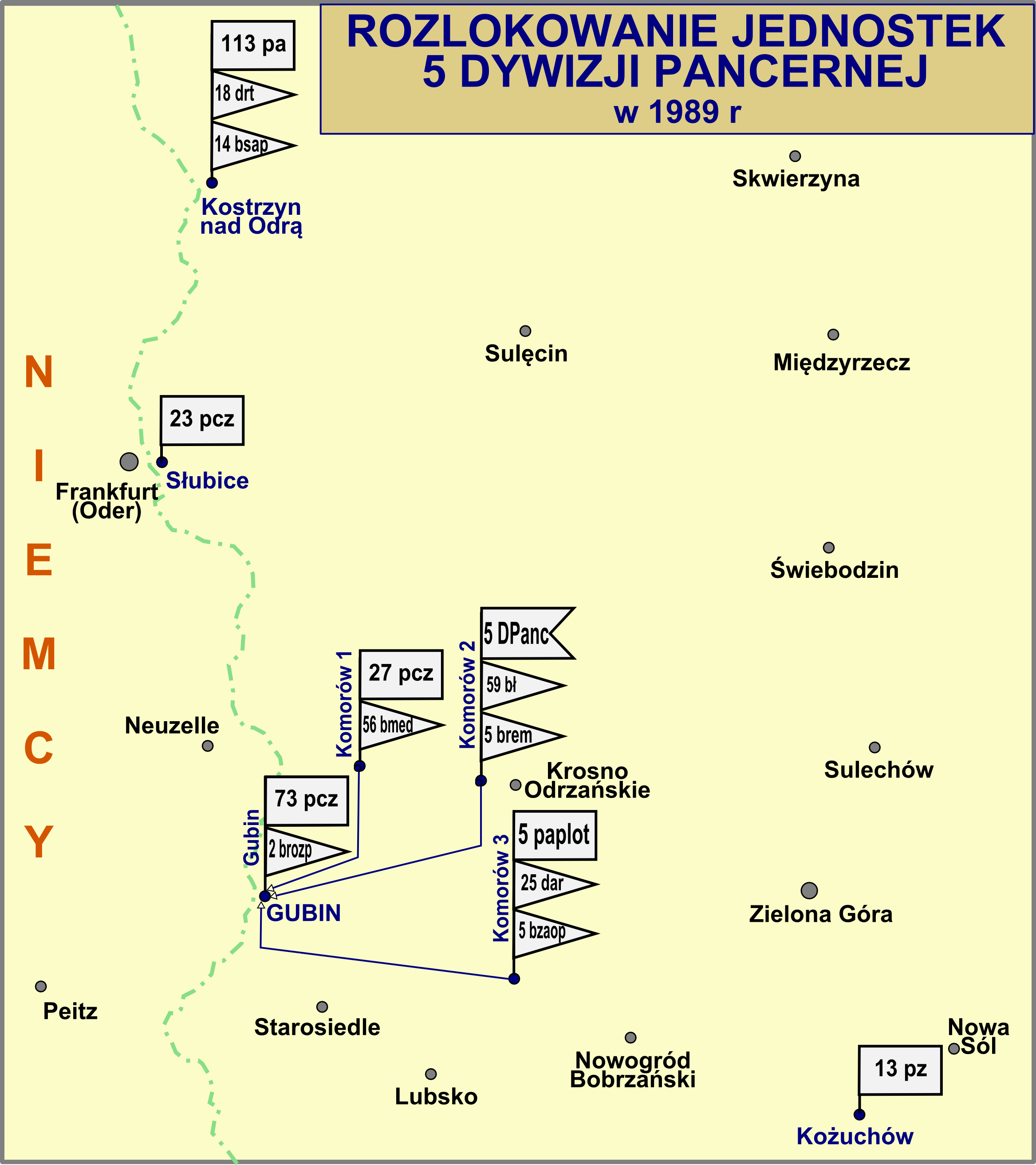
Rozlokowanie 5 DPanc w 1989

27 Sudecki Pułk Czołgów Średnich im. Niemieckich Bojowników Antyfaszystowskich (27 pcz) – oddział wojsk pancernych ludowego Wojska Polskiego.

## Formowanie i zmiany organizacyjne
Na podstawie rozkazu Nr 07/MON Ministra Obrony Narodowej z 4 maja 1967 w sprawie przekazania jednostkom wojskowym historycznych nazw i numerów oddziałów frontowych oraz ustanowienia dorocznych świąt jednostek 26 Pułk Czołgów Średnich im. Niemieckich Bojowników Antyfaszystowskich stacjonujący w garnizonie Gubin-Komorów przejął numer, nazwę wyróżniającą i dziedzictwo tradycji 27 Sudeckiego pułku artylerii pancernej.
27 Sudecki Pułk Czołgów Średnich im. Niemieckich Bojowników Antyfaszystowskich wchodził w skład 5 Saskiej Dywizji Pancernej.
W 1990 jednostka została przeformowana w 89 pułk zmechanizowany i przeniesiona do garnizonu Opole pozostając w podporządkowaniu 5 Dywizji Zmechanizowanej. 22 kwietnia 1992 Minister Obrony Narodowej przemianował 89 pułk zmechanizowany na 102 pułk zmechanizowany.
Przykładowy numer czołgu: 1368.

## Żołnierze
Dowódcy bczap
- mjr Zbigniew Podkościelny (był w 1956)[4]

Dowódcy pułku
- ppłk dypl. Franciszek Woźniak
- płk dypl. Stanisław Krawczyk
- ppłk dypl. Zbigniew Zajączek
- ppłk dypl. Ryszard Buchta
- ppłk dypl. Mieczysław Stachowiak (1987–1990)

## Skład
Dowództwo
- sztab – 1 T-55
- 5 kompanii czołgów – 16 T 55[c]

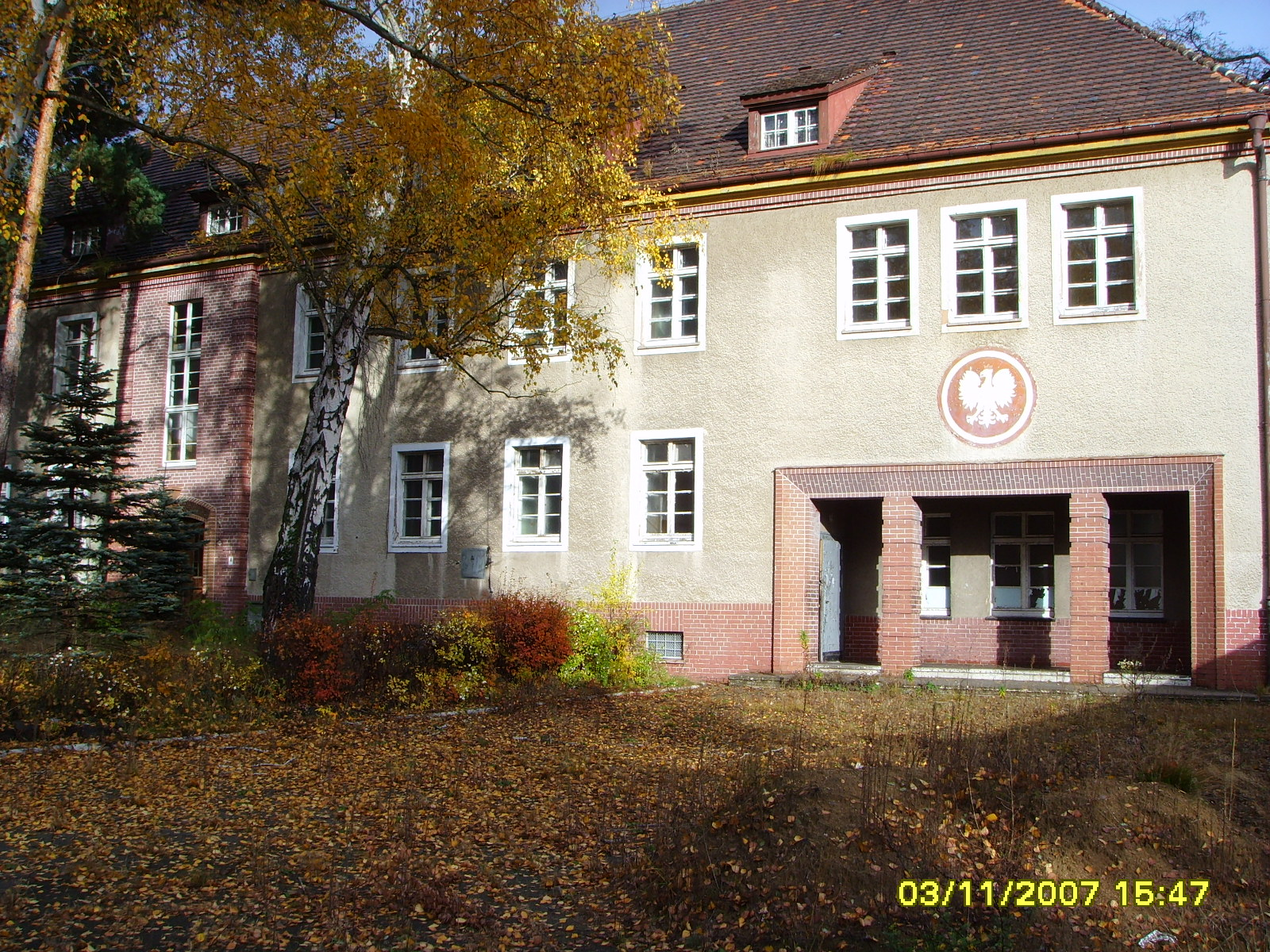
Budynek sztabu 27 pcz (10 lat po rozwiązaniu jednostek)

- kompania piechoty zmotoryzowanej (10 SKOT 2AP)

W połowie lat 80. XX w. przeformowany na strukturę batalionową
- dowództwo i sztab – 1 T-72
- 3x batalion czołgów po 31 czołgów T -72 (3 kompanie po 10 czołgów, 1 czołg dowódcy batalionu)
- kompania zmechanizowana – 10 BWP
- bateria plot – 4 ZSU 23-4
- kompania rozpoznawcza – 7 BRDM-2
- kompania saperów – 4 BLG, BRDM-2, 5 SKOT
- kompania łączności
- kompania medyczna
- kompania remontowa
- kompania zaopatrzenia
- pluton ochrony i regulacji ruchu
- pluton chemiczny

## Przekształcenia
26 pułk czołgów i artylerii pancernej → 13 batalion czołgów i artylerii pancernej → 26 pułk czołgów średnich → 27 pułk czołgów → 102 pułk zmechanizowany → 5 Brygada Pancerna „Skorpion”